# Колиџ Спрингс (Ајова)
Колиџ Спрингс (енгл. College Springs) град је у америчкој савезној држави Ајова. По попису становништва из 2010. у њему је живело 214 становника.

## Демографија
Према попису становништва из 2010. у граду је живело 214 становника, што је -32 (-13.0%) становника више него 2000. године.
| Група             | 2000.       | 2010.       |
| Белци             | 243 (98,8%) | 207 (96,7%) |
| Афроамериканци    | 0 (0,0%)    | 0 (0,0%)    |
| Азијати           | 0 (0,0%)    | 0 (0,0%)    |
| Хиспаноамериканци | 1 (0,4%)    | 0 (0,0%)    |
| Укупно            | 246         | 214         |